# Typ CII (Straßenbahn Timișoara)
Als Typ CII wird eine vier Fahrzeuge umfassende Serie zweiachsiger Beiwagen der Straßenbahn Timișoara in Rumänien bezeichnet. Die normalspurigen Wagen mit Holzaufbau entstanden in Eigenregie des örtlichen Verkehrsbetriebs, damals noch Tramvaiele Comunale Timișoara (T.C.T.) genannt.

## Geschichte
Als Ergänzung für die beiden 1921 gebauten Beiwagen des Typs AII und die 14 zwischen 1922 und 1926 entstandenen Beiwagen des Typs C, baute die T.C.T. einige Jahre später die vier etwas größeren und moderneren Fahrzeuge der hier behandelten Baureihe:
| 1928: | Wagen 80 und 81 |
| 1929: | Wagen 82 und 83 |

Anders als die ebenfalls vierfenstrigen AII- beziehungsweise C-Wagen – die Umbauten respektive Nachbauten der Weitzer-Triebwagen von 1899 waren – wiesen die CII bereits geschlossene Plattformen auf, wenngleich die Einstiege selbst noch offen waren. Außerdem besaßen sie glatte Dächer mit zusätzlichen Oberlichtern über den Fenstern, während die Vorgänger noch Laternendächer hatten.
Die CII-Beiwagen kamen mit allen damals vorhandenen zweiachsigen Triebwagen zum Einsatz, das heißt mit den Baureihen B, D, DII, F und FII. Mit den bereits zwischen 1925 und 1927 gebauten F-Wagen bestand auch konstruktiv eine große Ähnlichkeit.

## Verbleib
Die Wagen 82 und 83 wurden bereits zwei Jahre nach ihrer Fertigstellung zu Triebwagen des Typs Fa umgebaut, im Zuge dessen verband die Gesellschaft sie außerdem zu einem festgekuppelten Zwillingstriebwagen. Zusammen mit dem gleichzeitig entstandenen FII-Zug 107–108 gehörten sie zu den ersten beiden derartigen Gespannen in Timișoara, als Inbetriebnahmedatum ist der 19. Januar 1931 überliefert. In dieser Form waren sie noch bis 1980 im Einsatz.
Die Wagen 80 und 81 hingegen baute die Gesellschaft 1960 zu einem Pionier-Zwillingstriebwagen um, der 1964 die neuen Nummern 155 und 156 erhielt – das heißt auch diese beiden Wagen wurden nachträglich motorisiert.
Auch als Triebwagen blieb letztlich kein ehemaliger CII-Beiwagen erhalten, alle vier Fahrzeuge wurden verschrottet.